# Aimé-Ambroise-Joseph Feutry
Aimé-Ambroise-Joseph Feutry, né le 19 octobre 1720 à Lille où il est mort le 28 mars 1789, est un inventeur de machines de guerre, homme de lettres, poète et traducteur français.
Poète, il se plut dans l'élégie funèbre, qu'il traita en un style pompeux et déclamatoire.

## Principales publications
- Le Temple de la mort, poème (1753)
- Dieu, ode (1765) Texte en ligne
- Les Ruines, poème (1767)
- Opuscules poétiques et philologiques (1771) Texte en ligne
- Manuel tironien, ou Recueil d'abréviations faciles et intelligibles de la plus grande partie des mots de la langue françoise (1775)
- Nouveaux opuscules (1779) Texte en ligne

Traductions
- Matteo Bandello : Choix d'histoires tirées de Bandel, de Belleforest, de Boistuau et de quelques autres auteurs (1753) Texte en ligne 1 2
- Thomas Blackwell : Mémoires de la cour d'Auguste (1768)
- Daniel Defoe : Robinson Crusoé (1780)
- Joseph Botterman : Supplément à l'Art du serrurier, ou Essai sur les combinaisons méchaniques employées particulièrement pour produire l'effet des meilleures serrures ordinaires, ouvrage traduit du hollandois (1781)
- Jacob Cats : Les Jeux d'enfans, poème tiré du hollandais (1781)
- Alexander Pope : Épître d'Héloïse à Abélard (s. d.) Texte en ligne